# Village d'Austerlitz
Village d'Austerlitz, tj. vesnice Slavkov (do roku 1806 village des Deux-Moulins, tj. Dvou Mlýnů) je bývalá vesnice s hostinci a tančírnami (guinguette), která se nacházela na okraji Paříže.

## Poloha
Vesnice by se dnes nacházela ve čtyřúhelníku, který vyznačují Boulevard de l'Hôpital, Rue Jenner, Boulevard Vincent-Auriol a Rue Esquirol (jako hlavní ulice) a část Rue Bruant, Rue Jenner, Rue Jeanne-d'Arc, Rue de Campo-Formio, Rue Pinel a Place Pinel.

## Historie
Původně se toto místo jmenovalo Les Deux-Moulins s odkazem na větrné mlýny známé jako nový mlýn nemocnice (moulin neuf de l'Hôpital) a starý mlýn nemocnice (moulin vieux de l'Hôpital), které se nacházely severně od silnice, a jsou zachyceny na všech plánech od roku 1714. V době Francouzské revoluce se naproti dvěma mlýnům nacházela farma. Na konci 18. století vzniklo podél cesty několik staveb, čímž vznikla osada náležející k Ivry-sur-Seine. Území se rozkládalo mezi nemocnicí Salpêtrière, pařížskými hradbami a boulevardem de l'Hôpital.
V roce 1806 po Napoleonově vítězství v bitvě u Slavkova byla obec přejmenována na ves Austerlitz.
Ves Austerlitz měla centrální náměstí (Place Pinel) a skládala se pouze ze tří ulic: grande rue d'Austerlitz (dnešní rue Esquirol), rue du Chemin-des-Étroites-Ruelles (rue de Campo-Formio) a rue des Deux-Moulins (rue Jenner).
Kolem roku 1818 bylo toto území patřící k Ivry-sur-Seine připojeno k Paříži. Pařížské hradby, které tehdy dosahovaly na Boulevard de l'Hôpital, byly posunuty až na Boulevard Vincent-Auriol. Ves Austerlitz tak byla rozdělena na dvě části.
Na území vsi Austerlitz vznikly Barrière de la Gare, Barrière d'Ivry a také jatka Villejuif.
Ve vesnici vzniklo množství hostinců, ale také deset nevěstinců. Do oblasti se stěhovalo nemajetné obyvatelstvo, které se od roku 1850 usídlilo v cité Doré.
Na Place Pinel byl vstup do parku, který od roku 1848 pronajal jeho majitel pan Doré pracovníkům Národních dílen. Nechal je zde postavit domky, ovšem cité Doré bylo zbořeno mezi lety 1905 až 1920.
Zatímco v části vsi Austerlitz nacházející se v uvnitř hradeb byly především hostince, část nezačleněná do Paříže zahrnovala městské chudiny.